# Gran Premio di superbike di Albacete 1999
Il Gran Premio di Superbike di Albacete 1999 è stato la quarta prova su tredici del campionato mondiale Superbike 1999, disputato il 16 maggio sul circuito di Albacete e ha visto la vittoria di Noriyuki Haga in gara 1, mentre la gara 2 è stata vinta da Colin Edwards.
La vittoria nella gara valevole per il campionato mondiale Supersport è stata invece ottenuta da Jörg Teuchert. La gara del campionato Europeo della classe Superstock viene vinta da Daniel Oliver Bultó.

## Risultati

### Gara 1

#### Arrivati al traguardo[2]
| Pos. | Nº  | Pilota               | Squadra              | Motocicletta | Giri | Tempo     | Griglia | Punti |
| ---- | --- | -------------------- | -------------------- | ------------ | ---- | --------- | ------- | ----- |
| 1º   | 41  | Noriyuki Haga        | Yamaha WSBK          | Yamaha       | 26   | 40:09.482 | 3º      | 25    |
| 2º   | 4   | Akira Yanagawa       | Kawasaki Racing      | Kawasaki     | 26   | +0:00.498 | 4º      | 20    |
| 3º   | 1   | Carl Fogarty         | Ducati Performance   | Ducati       | 26   | +0:06.172 | 1º      | 16    |
| 4º   | 111 | Aaron Slight         | Castrol Honda        | Honda        | 26   | +0:13.017 | 7º      | 13    |
| 5º   | 7   | Pierfrancesco Chili  | Suzuki Alstare F.S.  | Suzuki       | 26   | +0:13.091 | 5º      | 11    |
| 6º   | 6   | Gregorio Lavilla     | Kawasaki Racing      | Kawasaki     | 26   | +0:13.216 | 6º      | 10    |
| 7º   | 11  | Troy Corser          | Ducati Performance   | Ducati       | 26   | +0:31.773 | 8º      | 9     |
| 8º   | 21  | Katsuaki Fujiwara    | Suzuki Alstare F.S.  | Suzuki       | 26   | +0:31.798 | 9º      | 8     |
| 9º   | 22  | Vittoriano Guareschi | Yamaha WSBK          | Yamaha       | 26   | +0:40.100 | 11º     | 7     |
| 10º  | 9   | Peter Goddard        | Aprilia Rac.De Cecco | Aprilia      | 26   | +0:40.182 | 13º     | 6     |
| 11º  | 15  | Igor Jerman          | Kawasaki Bertocchi   | Kawasaki     | 26   | +0:42.564 | 10º     | 5     |
| 12º  | 16  | Andreas Meklau       | Remus Racing Austria | Ducati       | 26   | +0:48.284 | 17º     | 4     |
| 13º  | 33  | Robert Ulm           | Kawa Bertocchi Gerin | Kawasaki     | 26   | +0:49.331 | 12º     | 3     |
| 14º  | 39  | Alessandro Gramigni  | Valli Moto           | Yamaha       | 26   | +1'17.049 | 14º     | 2     |
| 15º  | 19  | Lucio Pedercini      | Team Pedercini       | Ducati       | 25   | +1 giro   | 15º     | 1     |
| 16º  | 26  | Jean-Pierre Jeandat  | White Endurance      | Honda        | 25   | +1 giro   | 18º     |       |
| 17º  | 18  | Carlos Macias        | Capill France Racing | Ducati       | 24   | +2 giri   | 22º     |       |
| 18º  | 24  | Vladimír Karban      | Karban Racing        | Suzuki       | 24   | +2 giri   | 21º     |       |

#### Ritirati
| Nº | Pilota        | Squadra       | Motocicletta | Giri | Griglia |
| -- | ------------- | ------------- | ------------ | ---- | ------- |
| 38 | Lance Isaacs  | Ducati NCR    | Ducati       | 6    | 19º     |
| 23 | Jiří Mrkývka  | JM SBK Team   | Ducati       | 4    | 20º     |
| 5  | Colin Edwards | Castrol Honda | Honda        | 2    | 2º      |

### Gara 2

#### Arrivati al traguardo[3]
| Pos. | Nº  | Pilota               | Squadra              | Motocicletta | Giri | Tempo     | Griglia | Punti |
| ---- | --- | -------------------- | -------------------- | ------------ | ---- | --------- | ------- | ----- |
| 1º   | 5   | Colin Edwards        | Castrol Honda        | Honda        | 26   | 40:15.529 | 2º      | 25    |
| 2º   | 4   | Akira Yanagawa       | Kawasaki Racing      | Kawasaki     | 26   | +0:00.115 | 4º      | 20    |
| 3º   | 1   | Carl Fogarty         | Ducati Performance   | Ducati       | 26   | +0:00.302 | 1º      | 16    |
| 4º   | 6   | Gregorio Lavilla     | Kawasaki Racing      | Kawasaki     | 26   | +0:07.134 | 6º      | 13    |
| 5º   | 7   | Pierfrancesco Chili  | Suzuki Alstare F.S.  | Suzuki       | 26   | +0:07.308 | 5º      | 11    |
| 6º   | 11  | Troy Corser          | Ducati Performance   | Ducati       | 26   | +0:13.250 | 8º      | 10    |
| 7º   | 111 | Aaron Slight         | Castrol Honda        | Honda        | 26   | +0:15.024 | 7º      | 9     |
| 8º   | 21  | Katsuaki Fujiwara    | Suzuki Alstare F.S.  | Suzuki       | 26   | +0:15.203 | 9º      | 8     |
| 9º   | 22  | Vittoriano Guareschi | Yamaha WSBK          | Yamaha       | 26   | +0:35.329 | 11º     | 7     |
| 10º  | 9   | Peter Goddard        | Aprilia Rac.De Cecco | Aprilia      | 26   | +0:37.307 | 13º     | 6     |
| 11º  | 16  | Andreas Meklau       | Remus Racing Austria | Ducati       | 26   | +0:37.412 | 17º     | 5     |
| 12º  | 15  | Igor Jerman          | Kawasaki Bertocchi   | Kawasaki     | 26   | +0:37.850 | 10º     | 4     |
| 13º  | 33  | Robert Ulm           | Kawa Bertocchi Gerin | Kawasaki     | 26   | +0:45.615 | 12º     | 3     |
| 14º  | 39  | Alessandro Gramigni  | Valli Moto           | Yamaha       | 26   | +1:13.924 | 14º     | 2     |
| 15º  | 19  | Lucio Pedercini      | Team Pedercini       | Ducati       | 25   | +1 giro   | 15º     | 1     |
| 16º  | 26  | Jean-Pierre Jeandat  | White Endurance      | Honda        | 25   | +1 giro   | 18º     |       |
| 17º  | 23  | Jiří Mrkývka         | JM SBK Team          | Ducati       | 25   | +1 giro   | 20º     |       |
| 18º  | 24  | Vladimír Karban      | Karban Racing        | Suzuki       | 25   | +1 giro   | 21º     |       |
| 19º  | 18  | Carlos Macias        | Capill France Racing | Ducati       | 24   | +2 giri   | 22º     |       |

#### Ritirato
| Nº | Pilota        | Squadra     | Motocicletta | Giri | Griglia |
| -- | ------------- | ----------- | ------------ | ---- | ------- |
| 41 | Noriyuki Haga | Yamaha WSBK | Yamaha       | 11   | 3º      |

### Supersport

#### Arrivati al traguardo
| Pos. | Nº | Pilota                | Squadra              | Motocicletta | Giri | Tempo     | Punti |
| ---- | -- | --------------------- | -------------------- | ------------ | ---- | --------- | ----- |
| 1º   | 21 | Jörg Teuchert         | Yamaha Deutschland   | Yamaha       | 26   | 41'59.211 | 25    |
| 2º   | 7  | Piergiorgio Bontempi  | Yamaha Belgarda      | Yamaha       | 26   | +0.488    | 20    |
| 3º   | 17 | Pere Riba             | Castrol Honda        | Honda        | 26   | +3.164    | 16    |
| 4º   | 3  | Stéphane Chambon      | Suzuki Alstare F.S.  | Suzuki       | 26   | +10.142   | 13    |
| 5º   | 1  | Fabrizio Pirovano     | Suzuki Alstare F.S.  | Suzuki       | 26   | +10.686   | 11    |
| 6º   | 22 | Christian Kellner     | Yamaha Deutschland   | Yamaha       | 26   | +10.927   | 10    |
| 7º   | 34 | Yves Briguet          | Endoug Metalsistem   | Suzuki       | 26   | +11.972   | 9     |
| 8º   | 25 | William Costes        | Elf Honda France     | Honda        | 26   | +15.814   | 8     |
| 9º   | 31 | Vittorio Iannuzzo     | Lorenzini by Leoni   | Yamaha       | 26   | +20.236   | 7     |
| 10º  | 6  | Cristiano Migliorati  | Endoug Metalsistem   | Suzuki       | 26   | +24.128   | 6     |
| 11º  | 52 | James Toseland        | Castrol Honda        | Honda        | 26   | +25.831   | 5     |
| 12º  | 27 | Roberto Panichi       | Bimota Exp. D.N.R.   | Bimota       | 26   | +26.608   | 4     |
| 13º  | 53 | Javier Rodriguez      | Team Folch           | Yamaha       | 26   | +26.782   | 3     |
| 14º  | 35 | Christophe Cogan      | BKM Racing           | Yamaha       | 26   | +28.765   | 2     |
| 15º  | 19 | Walter Tortoroglio    | Gi Motor Sport       | Suzuki       | 26   | +33.076   | 1     |
| 16º  | 55 | Michele Malatesta     | Red Devils Romanelli | Ducati       | 26   | +36.886   |       |
| 17º  | 24 | Francesco Monaco      | X Racing             | Ducati       | 26   | +39.959   |       |
| 18º  | 42 | David Checa           | Yes Ducati NCR       | Ducati       | 26   | +42.784   |       |
| 19º  | 56 | Juan Enrique Maturana | Eac. Castro          | Yamaha       | 26   | +48.725   |       |
| 20º  | 58 | Alex Sirera           | Motorrad Ducati      | Ducati       | 26   | +55.132   |       |
| 21º  | 50 | Dean Thomas           | BKM Racing           | Yamaha       | 26   | +1'01.037 |       |
| 22º  | 30 | Giuseppe Fiorillo     | Monza Corse          | Suzuki       | 26   | +1'01.749 |       |
| 23º  | 16 | Sébastien Charpentier | Elf Honda France     | Honda        | 26   | +1'31.017 |       |

#### Ritirati
| Nº | Pilota             | Squadra              | Motocicletta | Giri |
| -- | ------------------ | -------------------- | ------------ | ---- |
| 43 | Norino Brignola    | Bimota Exp. D.N.R.   | Bimota       | 22   |
| 18 | Camillo Mariottini | Kawasaki Team Italia | Kawasaki     | 17   |
| 61 | Eduard Ullastres   | Team Folch           | Yamaha       | 15   |
| 8  | Wilco Zeelenberg   | Dee Cee Jeans Yamaha | Yamaha       | 13   |
| 23 | Rubén Xaus         | Dee Cee Jeans Yamaha | Yamaha       | 13   |
| 26 | Roberto Teneggi    | DF Racing Carli D.   | Ducati       | 9    |
| 57 | Fabio Carpani      | Desenzano Corse      | Ducati       | 9    |
| 12 | Iain MacPherson    | Kawasaki Racing      | Kawasaki     | 8    |
| 69 | Serafino Foti      | Yes Ducati NCR       | Ducati       | 6    |
| 4  | Paolo Casoli       | Ducati Performance   | Ducati       | 5    |
| 32 | David de Gea       | Ten Kate Arbizu      | Honda        | 3    |
| 20 | Werner Daemen      | Yamaha Belgium       | Yamaha       | 1    |
| 33 | Luca Conforti      | Kawasaki Team Italia | Kawasaki     | 0    |

### Superstock
Fonte:  ALBACETE - May 14-15-16, 1999SUPERSTOCK EUROPEAN CHAMPIONSHIP 1999, su sbk.perugiatiming.com (archiviato dall'url originale il 10 aprile 2014).
Daniel Oliver Bultó, Karl Harris e Israel Sanchez ottennero rispettivamente 5, 3 e 1 punti suppletivi, in quanto primo, secondo e terzo nelle prove di qualificazione.

#### Arrivati al traguardo
| Pos. | Nº | Pilota              | Squadra              | Motocicletta     | Giri | Tempo     | Punti gara | Punti qualifica |
| ---- | -- | ------------------- | -------------------- | ---------------- | ---- | --------- | ---------- | --------------- |
| 1º   | 25 | Daniel Oliver Bultó | Aprilia Desmo Racing | Aprilia RSV 1000 | 14   | 23'15.678 | 25         | 5               |
| 2º   | 11 | Dario Tosolini      | Team Ettore Tosolini | Yamaha YZF R1    | 14   | +13.646   | 20         |                 |
| 3º   | 12 | Dominique Duchene   | Green Kawa Deut      | Kawasaki ZX 9R   | 14   | +20.193   | 16         |                 |
| 4º   | 8  | James Ellison       | Castrol Honda        | Honda CBR 600 F  | 14   | +20.565   | 13         |                 |
| 5º   | 3  | Paul Notman         | Speedline Nrg        | Yamaha YZF R1    | 14   | +26.323   | 11         |                 |
| 6º   | 7  | Raffaello Fabbroni  | Team Rumi            | Honda CBR 900 RR | 14   | +26.530   | 10         |                 |
| 7º   | 63 | Israel Sánchez      | Lozano Racing        | Yamaha YZF R6    | 14   | +27.045   | 9          | 1               |
| 8º   | 26 | Raúl Loscos         | Recambios Fraga      | Yamaha YZF R1    | 14   | +48.013   | 8          |                 |
| 9º   | 6  | Stéphane Jond       | Team Fratelli        | Suzuki GSX 600 R | 14   | +52.744   | 7          |                 |
| 10º  | 70 | Dirk Spriet         | Marc Fissette Racing | Suzuki GSX 750 R | 14   | +52.862   |            |                 |
| 11º  | 4  | Niklas Carlberg     | Lap Power Racing     | Suzuki TL 1000 S | 14   | +1'36.456 | 6          |                 |

#### Ritirati
| Nº | Pilota           | Squadra              | Motocicletta     | Giri | Punti qualifica |
| -- | ---------------- | -------------------- | ---------------- | ---- | --------------- |
| 71 | Marc Fissette    | Marc Fissette Racing | Suzuki GSX 750 R | 11   |                 |
| 16 | Karl Harris      | GR Motosport         | Suzuki GSX 750 R | 4    | 3               |
| 5  | Frédéric Jond    | Team Fratelli        | Suzuki GSX 750 R | 4    |                 |
| 24 | Francisco Valera | Protois              | Honda CBR 900 RR | 4    |                 |
| 21 | Katja Poensgen   | S.Schmidt Motosport  | Suzuki GSX 600 R | 0    |                 |